# Anna Balcerska
Anna Balcerska (ur. 1941 w Warszawie, zm. 9 stycznia 2025) – polska pediatra, onkolog i hematolog, wykładowczyni Gdańskiego Uniwersytetu Medycznego i kierowniczka Kliniki Pediatrii, Hematologii, Onkologii i Endokrynologii tej uczelni.